# Esculapes de village
Pour les articles homonymes, voir Esculape et Village.
Esculapes de village (en russe : Selskie eskoulapy) est une nouvelle d’Anton Tchekhov, parue en 1882.

## Historique
Esculapes de village est initialement publié dans le no 22 de la revue russe Clair obscur, le 18 juin 1882, sous le pseudonyme Antocha.
C’est une nouvelle humoristique sur l’ignorance du milieu médical.

## Résumé
Ce matin, les infirmiers Kouzma Egorov et Gleb Glébytch reçoivent les patients à la place du docteur parti à la chasse. Il y a trente malades dans la salle d’attente. Glébytch les enregistre et refuse les patients du district voisin. Puis les consultations commencent. 
Une vieille femme a mal à la tête : Kouzma décide qu’elle manque de fer et lui prescrit de l’eau dans laquelle on a laissé rouiller du fer. Le second patient a mal au cœur : il lui palpe l’estomac et lui prescrit de l’huile de ricin et de l’ammoniaque. La troisième patiente vient chercher des pastilles à la menthe pour une jeune fille que Gleb courtise. Le quatrième patient est un chanteur qui a mal à la gorge : il lui prescrit du bicarbonate de soude et lui conseille de ne pas se marier. Le chanteur remercie chaudement Kouzma : il va prier pour lui.

## Adaptation cinématographique
- 1939 : La Chirurgie (ru) (Хирургия), court-métrage russe (36 minutes) réalisé par Yan Frid, produit par les studios Lenfilm.

## Édition française
- Esculapes de village, traduit par Madeleine Durand avec la collaboration d’E. Lotar, Vladimir Pozner et André Radiguet, dans le volume Premières nouvelles, Paris, 10/18, coll. « Domaine étranger » no 3719, 2004  (ISBN 2-264-03973-6)